# Reserva Garimpeira do Tapajós
A Reserva Garimpeira do Tapajós é uma área de aproximadamente 29 000 km² no município de Itaituba (PA), destinada exclusivamente ao garimpo de ouro mediante técnicas tradicionais. Essa reserva extrativista foi criada pela Portaria 882 do então Ministério das Minas e Energia.
Em 13 de fevereiro de 2016, um decreto presidencial criou a APA Tapajós, que se sobrepõe parcialmente à reserva garimpeira.
Estudos recentes apontam elevado índice de contaminação por mercúrio no rio Tapajós.
O Ministério Público Federal considerou, em março de 2020, que essa área teria-se tornado um polo de mineração ilegal, por parte de empresas particulares, mediante a proliferação indiscriminada de Permissões de Lavra Garimpeira por parte da ANM. Também foi recomendada a revisão dos limites da reserva.